# ジョージ・W・グリック
ジョージ・ワシントン・グリック（英:George Washington Glick、1827年7月4日 - 1911年4月13日）は、アメリカ合衆国カンザス州の政治家であり、第9代カンザス州知事を務めた。

## 伝記
グリックはオハイオ州フェアフィールド郡グリーンキャッスルに近い父の農園で育てられた。米墨戦争に従軍したが、戦闘に参加することは無かった。21歳のとき、バックランド・アンド・ヘイズ法律事務所（ヘイズは後のラザフォード・ヘイズ大統領）に入り、2年後に法廷弁護士として認められて穏健な法律実務を行い、努力家の弁護士という評判を得た。1859年にカンザス州アチソンに移転し、アルフレッド・O・オーティスとの共同経営を始めた。南北戦争のときは北軍第2カンザス歩兵連隊の兵士として従軍した。1862年に州議会議員に選出され、その後の18年間のうち14年間議員を務め、1876年には仮議長になった。グリックはその仲間達から大変尊敬され、「公正で職に通じた」者と見なされていた。
グリックは1882年にカンザス州知事に選出され1885年まで務めた。この任期中に法制化された法律には、鉄道委員会の創設、「良い道路」の法律、税額再評価法、および家畜衛生委員会の設立などがあった。後にグロバー・クリーブランド大統領からカンザス州トピカの恩給代理人に指名された。
グリックは公職を務めた15年間のあとで、喉の感染症に罹ってほとんど話すことができなくなり、その政界における経歴を捨てることになった。しかし、様々な鉄道会社の弁護士としての仕事は続けた。グリックは農場経営も続けており、カンザス歴史協会の創立メンバーおよび初代副会長を務めた。
グリックは1911年にカンザス州アッチソンで死去した。アッチソンのマウントバーノン墓地に埋葬されている。

## 彫像の入れ替え
1914年、カンザス州は州に割り当てられた2体の彫像の1つとして、ワシントンD.C.アメリカ合衆国議会議事堂の国立彫像ホール・コレクションにグリックの大理石像を寄贈した。この像は彫刻家チャールズ・ニーハウスが制作したものであり、ニーハウスはカンザス州からのもう一人、1905年に制作したジョン・ジェイムズ・インガルズの像を含めコレクションの他の7体を制作した。2003年カンザス州はグリックの像と元大統領ドワイト・D・アイゼンハワーの銅像を入れ替え、このようなことをした最初の州になった。グリックの像はトピカのカンザス歴史協会に移され、後にカンザス州庁舎に移されることになっている。その後2006年8月31日、カリフォルニア州議会もトマス・スター・キングと元大統領ロナルド・レーガンとの入れ替えを決議し、2009年に実行した。